# Pilgrim (gastronomia)
Il pilgrim o puritan è un panino statunitense a base di carne di tacchino. I due nomi con cui è conosciuto il panino alludono ai Padri Pellegrini e al Giorno del ringraziamento.

## Caratteristiche
Il panino viene preparato usando un particolare tipo di pagnotta nota come bap e gli ingredienti utilizzati per preparare i piatti serviti durante il Giorno del ringraziamento, fra cui il tacchino, mirtilli rossi interi o in composta, e cheddar. Il pilgrim può anche contenere altri alimenti, fra cui la salsa gravy, olio extravergine d'oliva, burro, mela tritata, prezzemolo, sedano, cipolle, salsa Thousand Island e sottaceti.